# 2003-as Formula–1 japán nagydíj
A 2003-as Formula–1 világbajnokság szezonzáró futama a japán nagydíj volt.
Ezelőtt a hétvége előtt bontott szerződést a BAR versenyistálló Jacques Villeneuve-el, így az utolsó nagydíjra Szató Takuma kapta meg a lehetőséget a csapattól.

## Futam
| Helyezés | Rajtszám | Versenyző             | Csapat/Motor     | Futott kör | Idő/Kiesés oka      | Rajthely | Pont |
| -------- | -------- | --------------------- | ---------------- | ---------- | ------------------- | -------- | ---- |
| 1        | 2        | Rubens Barrichello    | Ferrari          | 53         | 1h25:11.743         | 1        | 10   |
| 2        | 6        | Kimi Räikkönen        | McLaren-Mercedes | 53         | + 11.085            | 8        | 8    |
| 3        | 5        | David Coulthard       | McLaren-Mercedes | 53         | + 11.614            | 7        | 6    |
| 4        | 17       | Jenson Button         | BAR-Honda        | 53         | + 33.106            | 9        | 5    |
| 5        | 7        | Jarno Trulli          | Renault          | 53         | + 34.269            | 20       | 4    |
| 6        | 16       | Szató Takuma          | BAR-Honda        | 53         | + 51.692            | 13       | 3    |
| 7        | 21       | Cristiano da Matta    | Toyota           | 53         | + 56.794            | 3        | 2    |
| 8        | 1        | Michael Schumacher    | Ferrari          | 53         | + 59.487            | 14       | 1    |
| 9        | 9        | Nick Heidfeld         | Sauber-Petronas  | 53         | + 1:00.159          | 11       |      |
| 10       | 20       | Olivier Panis         | Toyota           | 53         | + 1:01.844          | 4        |      |
| 11       | 14       | Mark Webber           | Jaguar-Cosworth  | 53         | + 1:11.005          | 6        |      |
| 12       | 4        | Ralf Schumacher       | Williams-BMW     | 52         | + 1 kör             | 19       |      |
| 13       | 15       | Justin Wilson         | Jaguar-Cosworth  | 52         | + 1 kör             | 10       |      |
| 14       | 12       | Ralph Firman          | Jordan-Ford      | 51         | + 2 kör             | 15       |      |
| 15       | 19       | Jos Verstappen        | Minardi-Cosworth | 51         | + 2 kör             | 17       |      |
| 16       | 18       | Nicolas Kiesa         | Minardi-Cosworth | 50         | + 3 kör             | 18       |      |
| Ki       | 11       | Giancarlo Fisichella  | Jordan-Ford      | 33         | Kifogyott üzemanyag | 16       |      |
| Ki       | 8        | Fernando Alonso       | Renault          | 17         | Motorhiba           | 5        |      |
| Ki       | 10       | Heinz-Harald Frentzen | Sauber-Petronas  | 9          | Motorhiba           | 12       |      |
| Ki       | 3        | Juan Pablo Montoya    | Williams-BMW     | 9          | Hidraulika          | 2        |      |

## A világbajnokság végeredménye
| H   | Versenyzők         | Pont | H   | Konstruktőrök    | Pont |
| --- | ------------------ | ---- | --- | ---------------- | ---- |
| 1.  | Michael Schumacher | 93   | 1.  | Ferrari          | 159  |
| 2.  | Kimi Räikkönen     | 91   | 2.  | Williams-BMW     | 144  |
| 3.  | Juan Pablo Montoya | 82   | 3.  | McLaren-Mercedes | 142  |
| 4.  | Rubens Barrichello | 65   | 4.  | Renault          | 88   |
| 5.  | Ralf Schumacher    | 58   | 5.  | BAR-Honda        | 25   |
| 6.  | Fernando Alonso    | 55   | 6.  | Sauber-Petronas  | 19   |
| 7.  | David Coulthard    | 51   | 7.  | Jaguar-Cosworth  | 18   |
| 8.  | Jarno Trulli       | 33   | 8.  | Toyota           | 16   |
| 9.  | Jenson Button      | 17   | 9.  | Jordan-Ford      | 13   |
| 10. | Mark Webber        | 17   | 10. | Minardi          | 0    |

(A teljes lista)

## Statisztikák
Vezető helyen:
- Juan Pablo Montoya: 8 (1-8)
- Rubens Barrichello: 40 (9-12 / 17-40 / 42-53)
- Kimi Räikkönen: 1 (13)
- Jenson Button: 3 (14-16)
- David Coulthard: 1 (41)

Rubens Barrichello 7. győzelme, 8. pole-pozíciója, Ralf Schumacher 7. leggyorsabb köre.
- Ferrari 167. győzelme.

Jos Verstappen 107. és Heinz-Harald Frentzen 160. utolsó versenye. Justin Wilson utolsó versenye.